# Sebastián Lelio
Sebastián Lelio Watt est un réalisateur de cinéma chilien,, né le 8 mars 1974 à Mendoza, Argentine. Il est l'un des cinéastes emblématiques du nouveau cinéma chilien. Il vit actuellement à Berlin, mais en raison de ses derniers travaux qui ont été développés principalement en langue anglaise, il a vécu temporairement en Angleterre et aux États-Unis,. Le 4 mars 2018, dans la 90e cérémonie des Oscars et avec son film Une femme fantastique, le Chilien Sebastian Lelio offre à son pays le deuxième Oscar de son histoire, celui du meilleur film étranger.

## Biographie

### Jeunesse
Sebastián Lelio est né en Argentine dans la province de Mendoza, son père étant argentin et sa mère chilienne, mais quand il avait deux ans et après la séparation de ses parents, il a déménagé avec sa mère à Viña del Mar au Chili, la ville natale de sa famille maternelle. Il a eu une enfance nomade car il a vécu dans plusieurs villes chiliennes et aux États-Unis jusqu'à l'âge de 21 ans.
Sa jeunesse a été marquée par l'apprentissage du jeu d'échecs.
Né avec le nom Lelio, il a choisi de porter le nom de famille de son père adoptif (Campos) pendant un certain temps. Il a toutefois repris le nom de son père biologique (Lelio) après avoir atteint une certaine notoriété grâce au succès de son premier film.

### Carrière
Sebastián Lelio a étudié durant un an le journalisme à l'université nationale André Bello, à Santiago, Chili. Il est finalement diplômé de l'école chilienne de cinéma (fondée au milieu des années 1990), pour ensuite commencer sa carrière avec des courts métrages et des documentaires,.
En 2003, il réalise avec Carlos Fuentes  le documentaire Cero, au sujet des attentats du 11 septembre 2001. Il crée également avec Fernando Lavanderos deux saisons de la série Mi Mundo privado qui caricaturent des familles chiliennes provenant de différents milieux socio-culturels. En 2005, il réalise le tournage de Sagrada Familia en trois jours. Ce film a été projeté jusqu'à un an après sa sortie. Ensuite, il sort le film Navidad en 2009, un drame qui met en scène trois adolescents séparés de leur famille. En 2011, sort The year of the tiger, film racontant l'histoire d'un évadé de prison qui voyage dans les zones les plus sinistrées à la suite d'un tremblement de terre. En 2013, il réalise Gloria ; ce film nous raconte l'histoire d'une quinquagénaire, Gloria, qui vit seule. Celle-ci multiplie les histoires d'un soir afin de combler sa solitude jusqu'au jour où elle rencontre Rodolpho qui lui redonne espoir.
En 2015, Sebastián Lelio est le président de la 31e édition du Festival international du film d'amour de Mons (FIFA).
Pour son film Une femme fantastique, sorti en 2017, il recrute l'actrice transgenre Daniela Vega comme consultante afin de rendre le scénario plus réaliste concernant l'expérience d'une femme transgenre, et la choisit finalement comme interprète du rôle principal,. Pour ce film poétique qui a suscité de nombreux débats au Chili, il remporte un prix du scénario à la Berlinale 2017 et le deuxième Oscar de l'histoire du cinéma chilien, celui du meilleur film étranger.
En 2019, lors du 69e Festival de Berlin, il fait partie du jury de la comédienne française Juliette Binoche.

## Filmographie

### Longs métrages
- 2006 : La Sagrada Familia (es)
- 2009 : Navidad
- 2011 : El año del tigre (es)
- 2013 : Gloria
- 2017 : Une femme fantastique (Una mujer fantástica)
- 2017 : Désobéissance (Disobedience)
- 2018 : Gloria Bell
- 2022 : The Wonder
- 2025 : La Vague

### Courts-métrages
- 1995 : 4
- 1996 : Cuatro
- 2000 : Smog
- 2002 : Fragmentos urbanos
- 2002 : Ciudad de maravillas

## Récompenses et distinctions

### Récompenses
- Geneva Cinéma Tout écran 2005 : Titra Film Award pour La Sagrada Familia
- Austin International Film Festival of the Americas 2006 : mention spéciale pour La Sagrada Familia
- Festival international du cinéma indépendant de Buenos Aires 2006 : SIGNIS Award pour La Sagrada Familia
- Festival international du film de Locarno 2011 : Junior Jury Award pour El Año Del Tigre
- Festival international du film de Saint-Sébastien 2012 : Films in Progress Award pour Gloria
- Berlinale 2013 : prix du jury œcuménique et  Prize of the Guild of German Art House Cinemas pour Gloria
- Lima Latin American film festival : Elcine First Prize 2013 pour Gloria et Best First Work 2006 pour La Sagrada Familia
- Havana Film Festival 2013 : Grand Coral - 3e prix  pour Gloria
- Festival international du film de Mumbai 2013 : Celebrate Age Best Film pour Gloria
- Ariel Awards, Mexico 2014 : prix Ariel pour Gloria
- The Platino Awards for Iberoamerican Cinema 2014 : Platino Award pour Gloria
- Festival international du film de Palm Springs 2014 : Cine Latino Award mention spéciale pour Gloria
- Berlinale 2017 : Ours d'argent du meilleur scénario pour Une femme fantastique
- Festival de Cabourg 2017 : Grand Prix du Jury et Prix de la Jeunesse pour Une femme fantastique
- Festival international du nouveau cinéma latino-américain de La Havane 2017[19] : Prix spécial du jury pour Une femme fantastique
- Festival international du film de Palm Springs 2018[20] : Mention Honorable. Prix du jury Cine Latino pour Une femme fantastique
- Prix Goya 2018[21] : Meilleur Film Ibéroaméricain pour Une femme fantastique
- Independent Spirit Awards 2018[22] : Meilleur film international pour Une femme fantastique
- Oscar 2018 : Oscar du meilleur film en langue étrangère[23] pour Une femme fantastique
- Prix Platino 2018 du meilleur réalisateur latino-américain pour Une femme fantastique

### Nominations
- Toulouse Latin America Film Festival 2006 : prix FIPRESCI et Grand Prix pour La Sagrada Familia
- Lleida Latin-American Film Festival 2006 : mention spéciale pour La Sagrada Familia
- Festival International du film Carthagène 2012 : Golden India Catalina pour El Año Del Tigre
- Berlinale 2013 : Ours d'or pour Gloria
- Festival international du film de New York 2013 : Grand Marnier Fellowship Award pour Gloria
- Festival International du film à Hawaï 2013 : EuroCinema Hawaï Awards pour Gloria
- Oslo Films from the South Festival 2013 : Films from the South Award (en) pour Gloria
- Festival international du film de Palm Springs 2014, prix FIPRESCI et Cine Latino Award pour Gloria
- Prix Goya 2014 : Goya pour Gloria
- Independent Spirit Awards 2014 : Independant Spirit Awards pour Gloria
- New-York Film Festival 2013 : Grand Marnier Fellowship Award pour Gloria
- Films From The South Festival 2013 : Films From The South Festival Award pour Gloria